# Festival Internacional de Cortometrajes La Boca del Lobo
El Festival Internacional La Boca del Lobo es un festival de cine, categoría cortometrajes que se celebra durante las últimas semanas de octubre en Madrid, España. Comienza su andadura como iniciativa privada en octubre de 1998 en un momento en que no son muy prolíficos los festivales de cortometrajes. Ese mismo año se hace con el primer "Lobo" al mejor cortometraje Mateo Gil con su obra "Allanamiento de morada" interpretada por Eduardo Noriega y Pepón Nieto.

## Historia
El festival comienza a desarrollarse en el club de música Madrileño La Boca del Lobo, siendo pionero en desarrollar un festival de cortometrajes en una sala de conciertos. Abriendo sus puertas a un público joven, dando la oportunidad de crear un ambiente relajado donde la comunicación entre creador y público se hace más fácil.
A partir del año 2000 la gestión del festival se desarrolla a través de la Asociación Cultural La Boca Espacio de Cultura
Actualmente el festival ha sido seleccionado por la Academia de las Artes y Ciencias Cinematográficas de España para formar parte de la preselección de candidatos a los Premios Goya en la categoría de Mejor Cortometraje Nacional de Ficción.

## Ediciones
- En 1999 convoca a concurso dos categorías vídeo y cine, dándose cuenta de que tal diferenciación tenderá a desaparecer en la siguiente edición las unifica ignorando el formato de grabación a la hora de premiar las obras.
- En 2000 el festival se convierte en internacional abriendo las puertas a todos los países creando un premio al mejor cortometraje extranjero, además de un premio para el mejor videoclip, el cual en las siguientes ediciones se retirará por la escasa presentación de trabajos.
- En 2001 se crean las categorías de Animación y banda sonora.
- En 2004 se crea el premio a Guion.
- En 2005 se crea el premio al Cortito. Y ampia sus sedes comenzando a proyectar programación paralela en la asociación Cultural La Boca E.C.
- En 2006 se crea el premio al Eroticorto. Cortometrajes donde se trate el tema del sexo, del erotismo, de la pasión entre personas. En 2006 esta sección se transforma en un festival con entidad propia: festival de temática sexual La Boca Erótica.
- En 2008 se crea el premio de "Animación Internacional" y se retoma el premio a la "Banda Sonora".
- En 2009 abre una nueva sección "Búscate La vida" Madrid Rueda, maratón de cine exprés consistente en rodar un cortometraje durante la semana del festival bajo dos premisas y un lema.

## Premios
En la Actualidad hay 9 premios que se reparten entre ocho categorías:
- Lobo Nacional
- Lobo de Guion Nacional
- Lobo de Animación Nacional
- Lobo Internacional
- Lobo de Animación Internacional
- Lobo Eroticorto
- Lobo Cortito
- Lobo Banda Sonora.
- Lobo de distribución